# Zygocera bifasciata
Zygocera bifasciata är en skalbaggsart som beskrevs av Francis Polkinghorne Pascoe 1859. Zygocera bifasciata ingår i släktet Zygocera och familjen långhorningar. Inga underarter finns listade i Catalogue of Life.